# Tony Philliskirk
Tony Philliskirk, all'anagrafe Anthony Philliskirk (Sunderland, 10 febbraio 1965) è un ex calciatore inglese, di ruolo attaccante.

## Biografia
Suo figlio Danny è stato a sua volta un calciatore professionista.

## Caratteristiche tecniche
Era un centravanti.

## Carriera

### Giocatore
Dopo aver giocato nel settore giovanile dello Sheffield Utd esordisce in prima squadra con le Blades (e quindi anche tra i professionisti) nella stagione 1983-1984, nella quale il club di Sheffield conquista una promozione dalla terza alla seconda divisione inglese, categoria in cui Philliskirk fatto salvo un breve prestito (6 presenze ed un gol) in terza divisione al Rotherham Utd nel 1986 gioca ininterrottamente fino al 1988, quando dopo 20 reti in 80 partite di campionato giocate lascia lo Sheffield United per accasarsi all'Oldham Athletic, sempre in seconda divisione; dopo un gol in 10 partite di campionato con i Latics passa a stagione in corso al Preston N.E., in terza divisione, con cui realizza 6 reti in 14 partite di campionato giocate. Dal 1989 al 1992 gioca invece stabilmente da titolare al Bolton: con i Trotters nell'arco di un triennio realizza infatti 51 reti in 141 partite di campionato, tutte in terza divisione (categoria di cui nella stagione 1990-1991 è anche capocannoniere), conquistando anche una promozione in seconda divisione al termine della stagione 1991-1992, la sua ultima nel club: nell'estate del 1992 si trasferisce infatti al Peterborough Utd, sempre in terza divisione, segnandovi 15 reti in 43 partite di campionato nell'arco di una stagione e mezzo. Gioca poi con il Burnley (40 presenze e 9 reti in terza divisione), in prestito al Carlisle Utd (con cui rimane per un breve periodo in prestito, segnando un gol in 3 partite in quarta divisione) ed infine in quarta divisione a Cardiff City, Halifax Town e Macclesfield Town.
In carriera ha totalizzato complessivamente 410 presenze e 105 reti nei campionati della Football League.

### Allenatore
Dal 1998 al 2002 allena la formazione Under-18 dell'Oldham, di cui in seguito dal 2002 al 2005 è vice allenatore. Sempre nel 2005 è per un breve periodo allenatore ad interim dei Latics, ruolo che ricopre anche nel 2013 dopo altre otto stagioni trascorse invece lavorando nell'Under-18 del club, ruolo che ricopre anche dal 2013 al 2018, quando dopo vent'anni lascia l'Oldham e diventa il nuovo allenatore della squadra Under-18 del Burnley.

## Palmarès

### Giocatore

#### Individuale
- Capocannoniere della Third Division: 1

1990-1991 (26 reti, alla pari con Brett Angell)
- Squadra dell'anno della PFA: 1

1990-1991 (Third Division)